# Miroslav Čapek
Miroslav Čapek (* 20. září 1961) je český soudce a bývalý politik, v 90. letech 20. století poslanec České národní rady a Poslanecké sněmovny za Komunistickou stranu Československa, respektive za KSČM, později za Levý blok.

## Biografie
Ve volbách v roce 1990 byl zvolen za KSČS (federální komunistická strana), respektive za její organizaci v českých zemích KSČM, do České národní rady.
Mandát obhájil ve volbách v roce 1992, nyní za koalici Levý blok, kterou tvořila KSČM a menší levicové skupiny (volební obvod Severočeský kraj). Zasedal ve výboru pro právní ochranu a bezpečnost. Od vzniku samostatné České republiky v lednu 1993 byla ČNR transformována na Poslaneckou sněmovnu Parlamentu České republiky.
V roce 1993 se obrátil na ministra vnitra Jana Rumla s podezřením, že je odposloucháván. Mělo to souviset s jeho členstvím v parlamentní vyšetřovací komisi týkající se předlistopadových aktivit Státní bezpečnosti. V roce 1994 podal trestní oznámení na náměstka ministra financí Jana Klaka, který vydal interní pokyn pro finanční úřady, aby na obchodníky, kteří změní název ropného produktu při jeho prodeji z lehkých topných olejů na motorovou naftu, pohlížely z hlediska zákona o spotřební dani jako na výrobce a tudíž plátce této daně.
Během volebního období 1992–1996 přešel do strany Levý blok (skupina reformní levice, která po rozpadu koalice Levý blok přijala název této střechové platformy a v parlamentu působila nezávisle na KSČM). Za tuto formaci pak ve volbách v roce 1996 neúspěšně kandidoval jako lídr severočeské kandidátky LB.
V roce 1999 byl uváděn jako soudce teplického okresního soudu. Na tamní soudcovský post byl jmenován rozhodnutím ČNR již roku 1986.